# Too Close (Next-Lied)
Too Close (englisch für „Zu nah“) ist ein Lied der US-amerikanischen Band Next, das im September 1997 erschien.

## Entstehung und Veröffentlichung
Geschrieben wurde das Lied von den beiden Next-Mitgliedern Raphael Brown und Robert Huggar, zusammen mit den Koautoren Keir Gist und Darren Lighty. Ee basiert musikalisch auf Kurtis Blows Christmas Rappin’ (1979), wodurch die Originalautoren Robert Ford, Denzil Miller, James Moore, Lawrence Smith und Kurt Walker ebenfalls Urheber von Too Close sind. Die Autoren Gist und Lighty zeichneten darüber hinaus auch für die Produktion verantwortlich.
Die Erstveröffentlichung von Too Close erfolgte am 30. September 1997 bei Arista Records, als Teil von Nexts Debütalbum Rated Next (Katalognummer: 18973). Am 27. Januar 1998 erschien das Lied als zweite Singleauskopplung aus dem Album. Diese erschien unter anderem als CD-Maxi-Single mit zwei Remixen sowie einem Remix zu Butta Love als B-Seiten (Katalognummer: 74321 56932 2).

## Inhalt
Laut Billboard handelt das Lied vom Geschlechtsverkehr und Erektionen.

## Musikvideo
Das dazugehörige Musikvideo entstand unter der Regie von Bille Woodruff. Zu Beginn des Musikvideos fährt ein Bandmitglied mit seiner Freundin ein Rennen, beide fahren jeweils einen BMW E36 als Coupé. Beide gehen in ein Klubhaus und tanzen dort für den Rest des Videos mit den anderen Bandmitgliedern und allen anderen Klubbesuchern.

## Rezeption
Ralph Tee vom Record Mirror gab dem Titel die volle Punktzahl und schrieb: „Mit gefühlvollen Gesang, schwebenden Keyboards und subtilen funkigen Gitarren klingt dies wie eine Platte aus einer anderen Zeit und einem anderen Ort, obwohl sie seltsam zeitgenössisch ist. Die Bassline aus Kurtis Blows "Christmas Rappin'" [von 1979] bietet definitiv das Old-School-Element, und die Beats sind nicht vom Hip-Hop abgeleitete Straight Fours, aber die ausgefeilte Begleitung hindert dies nicht daran, dass dies einer der besten und knackigsten neuen Street Jams überhaupt wird.“

## Kommerzieller Erfolg

### Chartplatzierungen
Too Close avancierte zum Nummer-eins-Hit in Neuseeland und den Vereinigten Staaten. In den Vereinigten Staaten belegte das Lied zudem die Chartspitze der Single-Jahrescharts im Jahr 1998.
| ChartsChartplatzierungen       | Höchstplatzierung | Wochen |
| ------------------------------ | ----------------- | ------ |
| Deutschland (GfK)              | 43 (14 Wo.)       | 14     |
| Schweiz (IFPI)                 | 46 (3 Wo.)        | 3      |
| Vereinigte Staaten (Billboard) | 1 (53 Wo.)        | 53     |
| Vereinigtes Königreich (OCC)   | 24 (3 Wo.)        | 3      |

| ChartsJahrescharts (1998)      | Platzierung |
| ------------------------------ | ----------- |
| Vereinigte Staaten (Billboard) | 1           |

### Auszeichnungen für Musikverkäufe
| Land/Region                  | Auszeichnungen für Musikverkäufe (Land/Region, Auszeichnung, Verkäufe) | Verkäufe  |
| ---------------------------- | ---------------------------------------------------------------------- | --------- |
| Australien (ARIA)            | Gold                                                                   | 35.000    |
| Neuseeland (RMNZ)            | 2× Platin                                                              | 60.000    |
| Vereinigte Staaten (RIAA)    | Platin                                                                 | 1.000.000 |
| Vereinigtes Königreich (BPI) | Silber                                                                 | 200.000   |
| Insgesamt                    | 1× Silber · 1× Gold · 3× Platin ·                                      | 1.295.000 |

## Coverversionen

### Blue

#### Entstehung und Veröffentlichung
Im Jahr 2001 veröffentlichte die britische Boygroup Blue eine kommerziell erfolgreiche Coverversion von Too Close. Diese blieb weitgehend unbearbeitet, sodass die Originalautoren auch Urheber dieser Version sind, lediglich Darren Lighty wurde der Autorenliste entnommen. Für die Produktion dieser Version zeichnete Ray Ruffin verantwortlich.
Die Erstveröffentlichung dieses Covers erfolgte als Single am 27. August 2001 bei Innocent Records. Diese erschien unter anderem als CD-Maxi-Single mit zwei Remixen und dem Musikvideo als B-Seiten (Katalognummer: SINCD30). Am 23. November desselben Jahres erschien das Lied als Teil von Blues Debütalbum All Rise (Katalognummer: 8114150), dessen zweite Singleauskopplung es ist.
Zum Dreh des Musikvideos reisten sie nach New York City, wo sie Zeugen der Terroranschläge am 11. September 2001 auf das World Trade Center waren. Im darauffolgenden Monat wurden Blue von der britischen Zeitung The Sun interviewt und Sänger Lee Ryan kommentierte, dass „dieses New Yorker Ding unverhältnismäßig aufgeblasen wird“ und fragte: „Was ist mit den Walen? Sie ignorieren Tiere, die wichtiger sind. Tiere müssen gerettet werden und das ist noch wichtiger.“ Nachdem The Sun Ryan mit den Worten zitiert hatte: „Wen interessiert New York, wenn Elefanten getötet werden?“, führte dies zu einer enormen Gegenreaktion in den Medien, die dazu führte, dass Blue ihren US-Plattenvertrag verlor und Kampagnen durchführten, um Ryan aus der Gruppe zu werfen.

#### Kommerzieller Erfolg
Die Coverversion von Blue avancierte zum Nummer-eins-Hit in Neuseeland und dem Vereinigten Königreich.
| ChartsChartplatzierungen     | Höchstplatzierung | Wochen |
| ---------------------------- | ----------------- | ------ |
| Deutschland (GfK)            | 66 (3 Wo.)        | 3      |
| Österreich (Ö3)              | 72 (2 Wo.)        | 2      |
| Vereinigtes Königreich (OCC) | 1 (16 Wo.)        | 16     |

| ChartsJahrescharts (2001)    | Platzierung |
| ---------------------------- | ----------- |
| Vereinigtes Königreich (OCC) | 47          |

Auszeichnungen für Musikverkäufe

| Land/Region                  | Auszeichnungen für Musikverkäufe (Land/Region, Auszeichnung, Verkäufe) | Verkäufe |
| ---------------------------- | ---------------------------------------------------------------------- | -------- |
| Australien (ARIA)            | Platin                                                                 | 70.000   |
| Vereinigtes Königreich (BPI) | Silber                                                                 | 200.000  |
| Insgesamt                    | 1× Silber · 1× Platin ·                                                | 270.000  |

### Weitere Coverversionen
- 2020: JP Cooper (Album: Too Close EP)[26]